# كريستينا إيغرسيغي
كريستينا إيغرسيغي (Krisztina Egerszegi) هي لاعبة أولمبية لرياضة السباحة من المجر. شاركت في الأولمبياد الصيفي في 1988–1996، وفازت بما مجموعه 7 ميداليات.

## الميداليات
| ذهب | فضة | برونز | المجموع |
| 5   | 1   | 1     | 7       |

## روابط خارجية
- كريستينا إيغرسيغي على موقع الاتحاد الدولي للسباحة (الإنجليزية)
- كريستينا إيغرسيغي على موقع SwimRankings.net (الإنجليزية)
- كريستينا إيغرسيغي على موقع قاعة مشاهير السباحة العالمية (الإنجليزية)
- كريستينا إيغرسيغي على موقع اللجنة الأولمبية الدولية (الإنجليزية)
- كريستينا إيغرسيغي على موقع أوليمبيديا (الإنجليزية)